# Katerina Graham
Katerina Alexandre Graham (n. 5 septembrie 1989, Geneva, Geneva, Elveția) este o actriță de origine elvețiană-americană, model, cântăreață și dansatoare. Este foarte cunoscută pentru rolul de Bonnie Bennett pe canalul de televiziune americană CW în serialul The Vampire Diaries. Graham a lucrat pentru compania Mary Kay în 2002.

## Viața personală
Katerina Graham s-a născut în Geneva, Elveția și a crescut în Los Angeles, California. Tatăl ei, Iosif, este de origine americano-liberian, iar mama ei, Natasha, este evreică (de origine rusă și poloneză). Tatăl Katerinei Graham, director muzical, a fost nașul a doi dintre copiii lui Quincy Jones. Bunicul ei a fost ambasador al ONU. Părinții ei au divorțat când ea avea cinci ani. Are un frate vitreg, Yakov, născut în Tel Aviv, Israel. Katerina Graham a fost crescută în religia iudaică, a  mamei sale, și a urmat școala ebraică. Ea vorbește limbile: engleză, spaniolă, franceză, ebraică și portugheză. Este o susținătoare a drepturilor homosexualilor.